# Малахов, Борис Фёдорович
Бори́с Фёдорович Мала́хов (1923—1988) — подполковник МВД СССР, участник Великой Отечественной войны, Герой Советского Союза (1944).

## Биография

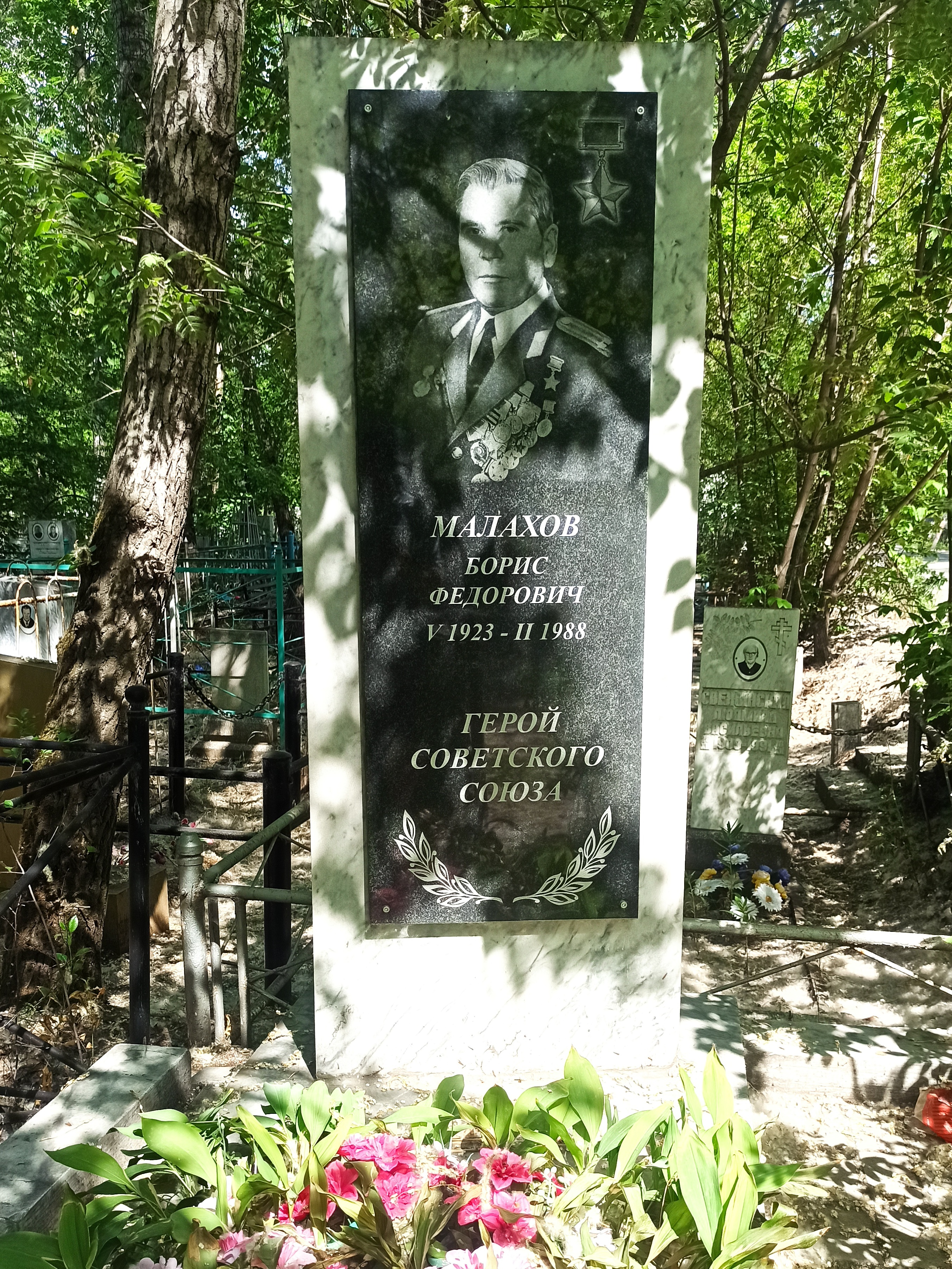
Памятник на могиле Б.Ф. Малахова, 2021 год

Родился 18 мая 1923 года в посёлке Белово (ныне — город в Кемеровской области). После окончания семи классов школы работал на лесопильном заводе в Юрюзани.
В мае 1942 года был призван на службу в Рабоче-крестьянскую Красную Армию. Окончил школу младших командиров. С октября того же года — на фронтах Великой Отечественной войны. К сентябрю 1943 года гвардии старшина Борис Малахов командовал орудием 307-го гвардейского стрелкового полка 110-й гвардейской стрелковой дивизии 37-й армии Степного фронта. Отличился во время битвы за Днепр.
30 сентября 1943 года расчёт под командованием Бориса Малахова в составе передового отряда переправился через Днепр в районе села Куцеволовка Онуфриевского района Кировоградской области Украинской ССР и принял активное участие в боях за захват и удержание плацдарма на его западном берегу. В тех боях лично подбил несколько вражеских танков и бронетранспортёров.
Указом Президиума Верховного Совета СССР «О присвоении звания Героя Советского Союза генералам, офицерскому, сержантскому и рядовому составу Красной Армии» от 22 февраля 1944 года за «образцовое выполнение боевых заданий командования при форсировании реки Днепр, развитие боевых успехов на правом берегу реки и проявленные при этом отвагу и геройство» был удостоен высокого звания Героя Советского Союза с вручением ордена Ленина и медали «Золотая Звезда» за номером 11229.
После окончания войны был демобилизован. Проживал в Челябинске, работал в органах МВД СССР, последняя должность — заместитель начальника отдела кадров УВД Челябинского облисполкома. Умер 9 февраля 1988 года, похоронен на Успенском кладбище Челябинска. В мае 2019 года надгробный памятник Герою был отреставрирован.
Был также награждён орденами Отечественной войны 1-й степени, Красной Звезды и Славы 3-й степени, рядом медалей.